# Liste des communes de la région de Murcie

Communes de la région de Murcie en Espagne (2003).

Cette liste présente les 45 communes de la communauté de la région de Murcie (Espagne).
- Haut – A
- B
- C
- D
- E
- F
- G
- H
- I
- J
- K
- L
- M
- N
- O
- P
- Q
- R
- S
- T
- U
- V
- W
- X
- Y
- Z

## A
- Abanilla
- Abarán
- Águilas
- Albudeite
- Alcantarilla
- Los Alcázares
- Aledo
- Alguazas
- Alhama de Murcia
- Archena

## B
- Beniel
- Blanca
- Bullas

## C
- Calasparra
- Campos del Río
- Caravaca de la Cruz
- Carthagène
- Cehegín
- Ceutí
- Cieza

## F
- Fortuna
- Fuente Álamo de Murcia

## J
- Jumilla

## L
- Librilla
- Lorca
- Lorquí

## M
- Mazarrón
- Molina de Segura
- Moratalla
- Mula
- Murcie

## O
- Ojós

## P
- Pliego
- Puerto Lumbreras

## R
- Ricote

## S
- San Javier
- San Pedro del Pinatar
- Santomera

## T
- Torre Pacheco
- Las Torres de Cotillas
- Totana

## U
- Ulea
- La Unión

## V
- Villanueva del Río Segura

## Y
- Yecla

### Sources
- (es) Instituto Nacional de Estadistica
  - (es) Instituto Nacional de Estadistica, « Données officielles de population résultant de la révision du recensement communal : de 1996 à 2014 », sur www.ine.es (consulté le 17 septembre 2015)
- (es) Varaciones de los municipios de España desde 1842, Ministerio de administraciones públicas, octobre 2008, 364 p. (lire en ligne) [PDF]